# Dekanat Jilemnice
Dekanat Jilemnice – jeden z 14 dekanatów diecezji hradeckiej w Czechach. W jego skład wchodzi 17 parafii. 

## Lista parafii
| Lp. | Miejscowość            | Parafia                                   |
| --- | ---------------------- | ----------------------------------------- |
| 1   | Harrachov              | Parafia św. Wacława                       |
| 2   | Horní Branná           | Parafia św. Mikołaja                      |
| 3   | Horní Štěpanice        | Parafia Trójcy Przenajświętszej           |
| 4   | Jablonec nad Jizerou   | Parafia św. Prokopa Opata                 |
| 5   | Jilemnice              | Parafia św. Wawrzyńca                     |
| 6   | Křížlice               | Parafia św. Jana Chrzciciela              |
| 7   | Libštát                | Parafia św. Jerzego                       |
| 8   | Lomnice nad Popelkou   | Parafia św. Mikołaja                      |
| 9   | Mříčná                 | Parafia św. Katarzyny                     |
| 10  | Nová Ves nad Popelkou  | Parafia św. Prokopa Opata                 |
| 11  | Poniklá                | Parafia św. Jakuba Starszego Apostoła     |
| 12  | Rokytnice nad Jizerou  | Parafia św. Michała Archanioła            |
| 13  | Roztoky u Jilemnice    | Parafia św. Filipa i św. Jakuba           |
| 14  | Studenec u Horek       | Parafia św. Jana Chrzciciela              |
| 15  | Vítkovice v Krkonoších | Parafia Świętych Apostołów Piotra i Pawła |
| 16  | Vrchlabí               | Parafia św. Wawrzyńca                     |
| 17  | Zálesní Lhota          | Parafia św. Jana Nepomucena               |